# Batracomorphus breviceps
Batracomorphus breviceps är en insektsart som beskrevs av Lindberg 1923. Batracomorphus breviceps ingår i släktet Batracomorphus och familjen dvärgstritar. Inga underarter finns listade i Catalogue of Life.